# Mychajło Szyszka
Mychajło Ołehowycz Szyszka, ukr. Михайло Олегович Шишка (ur. 5 lipca 1994 w Dobrotworze, w obwodzie lwowskim) – ukraiński piłkarz, grający na pozycji pomocnika.

## Kariera piłkarska

### Kariera klubowa
Wychowanek klubu Karpaty Lwów, barwy którego bronił w juniorskich mistrzostwach Ukrainy (DJuFL). 2 kwietnia 2012 roku rozpoczął karierę piłkarską w trzeciej drużynie Szachtara Donieck, potem grał w drużynie rezerw. 1 sierpnia 2016 przeszedł do litewskiego FK Trakai. 31 sierpnia 2018 został piłkarzem Obołoń-Browar Kijów. 8 lipca 2019 podpisał półroczny kontrakt z Dinamem Tbilisi. 9 stycznia 2020 opuścił Dinamo, a wkrótce został piłkarzem Wołyni Łuck.

### Kariera reprezentacyjna
W 2011 i 2013 występował w juniorskich reprezentacjach Ukrainy U-17 i U-19. Potem bronił barw młodzieżówki.

## Sukcesy i odznaczenia

### Sukcesy klubowe
FK Trakai
- wicemistrz Litwy: 2016
- finalista Superpucharu Litwy: 2017